# Ulrich Karger

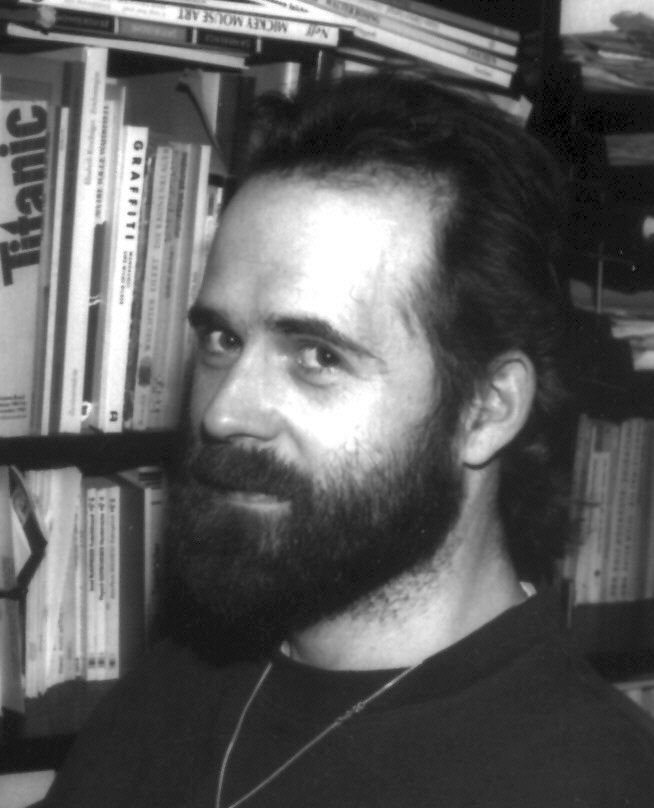
Ulrich Karger (ca. 1992)

Ulrich Karger (* 3. Februar 1957 in Berchtesgaden) ist ein deutscher Schriftsteller und Religionslehrer.

## Wirken
Ulrich Karger absolvierte eine Ausbildung zum staatlich anerkannten Erzieher und arbeitete einige Jahre in Kinder- und Jugendfreizeiteinrichtungen. Im Anschluss daran unterrichtete er nach einer Weiterbildung zum Religionslehrer von 1984 bis 2021 das Fach Religion an einer Förderschule mit den Schwerpunkten Sprache sowie körperliche und motorische Entwicklung.
Seine Buchveröffentlichungen richten sich an Kinder und Erwachsene. Eines seiner erfolgreichsten Werke ist Homer: Die Odyssee, eine vollständige Nacherzählung der Odyssee von Homer als Jugendbuch. Sein Bilderbuchtext zu Geisterstunde im Kindergarten wurde in fünf Sprachen übersetzt.
Daneben war Ulrich Karger Autor und redaktioneller Mitarbeiter des Österreichischen Literaturforums und verfasste von 1985 bis 2020 als Freier Mitarbeiter Literaturbesprechungen, die er anfangs in Stattzeitungen und der einstigen literarischen Alternativzeitschrift Ulcus Molle Info, später u. a. in Fachzeitschriften wie Religion heute und in Tageszeitungen wie der Berliner Zeitung veröffentlicht hat. Zuletzt rezensierte er von 1995 bis 2020 hauptsächlich für den Tagesspiegel. Im Jahr 2000 richtete er mit der Büchernachlese zudem ein frei zugängliches und seither ständig aktualisiertes Online-Rezensionenarchiv ein, in dem seine in der Presse publizierten Buchbesprechungen und Kurzhinweise nach ihrem Abdruck gratis abrufbar sind und in das er auch unabhängig davon weiterhin Rezensionen zu aktuellen Titel einstellt.
2010 begründete er das Label Edition Gegenwind, worunter inzwischen auch Schriftsteller wie u. a. Gabriele Beyerlein, Thomas Fuchs, Manfred Schlüter und Christa Zeuch neben einigen Originalausgaben insbesondere vergriffene und von ihnen im Handel nicht mehr lieferbare Bücher wieder neu herausgebracht haben.
Karger ist Mitglied bei den Spreeautoren und im Verband deutscher Schriftsteller. Er lebt in Berlin.

## Bibliographie

### Lyrik / Prosa
- Zeitlese. Gedichte u. 14 Vignetten, 1982, DNB 960759271.
- Gemischte Gefühle. Gedichte und Kurzprosa. Illustrationen von Marita Wiemer. DIDAKTESS, Berlin 1985, ISBN 3-925122-00-1.
- Verquer. Roman-Collage. Österreichisches Literaturforum, Wien 1990, ISBN 3-900959-02-1

TB-Neuausgabe. Edition Gegenwind – Create Space, North Charleston 2013, ISBN 978-1-4849-6221-3.
- Mitlesebuch Nr. 26. Gedichte und Kurzprosa. Illustrationen von Kolibri. Aphaia-Verlag, Berlin 1997, OCLC 314423965.
- KopfSteinPflasterEchos. Grotesken + Bildzyklus Tanz der Kopffüßler von Kolibri. Klaus Bielefeld Verlag, Friedland 1999, ISBN 3-932325-56-7.

TB- u. E-Book-Neuausgabe. Edition Gegenwind – Tredition, Hamburg 2022, ISBN 978-3-347-50683-1.
- Kindskopf – Eine Heimsuchung. Novelle. dahlemer verlagsanstalt, Berlin 2002, ISBN 3-928832-12-3

TB-Neuausgabe. Edition Gegenwind – BoD, Norderstedt 2012, ISBN 978-3-8448-1262-6.
- Vom Uhrsprung und anderen Merkwürdigkeiten. Moderne Märchen und Parabeln. Edition Gegenwind – BoD, Norderstedt 2010, ISBN 978-3-8391-6942-1

TB-Neuausgabe. Edition Gegenwind – Create Space, North Charleston 2015, ISBN 978-1-5008-6218-3.
- Herr Wolf kam nie nach Berchtesgaden  – Ein Gedankenspiel in Wort und Bild. Satire  + Bildzyklus Berchtesgadener Panoptikum von Peter Karger. Edition Gegenwind – BoD, Norderstedt 2012, ISBN 978-3-8482-1375-7.

TB-Neuausgabe. Edition Gegenwind – Tredition, Hamburg 2022, ISBN 978-3-347-57723-7.

### Kinder- und Jugendliteratur
- Familie Habakuk und die Ordumok-Gesellschaft. Erzählung. Illustrationen von Margret Lochner. Boje Verlag, Erlangen 1993, ISBN 3-414-83534-7.
- Dicke Luft in Halbundhalb. Erzählung. Illustrationen von Hans-Günther Döring. Boje, Erlangen 1994, ISBN 3-414-83602-5.

TB-Neuausgabe: Edition Gegenwind – BoD, Norderstedt 2011, ISBN 978-3-8391-6460-0.
- Homer: Die Odyssee. Nacherzählung. Illustrationen von Hans-Günther Döring. Echter Verlag, Würzburg 1996, ISBN 3-429-01809-9.

TB-Neuausgabe (Schulbuch). Ernst Klett, Leipzig 2004, ISBN 3-12-262460-5.
E-Book-Neuausgabe: Edition Gegenwind – neobooks, München 2015, ISBN 978-3-7380-4637-3.
- Geisterstunde im Kindergarten. Bilderbuch. Illustrationen von Uli Waas. Nord-Süd, Gossau Zürich 2002, ISBN 3-314-01151-2.

#### Rundfunk
- Familie Habakuk und der Ordumok. Sechsteilige Folge in der Reihe „Ohrenbär“, SFB (heute: rbb). Eingelesen von Sabine Sinjen, Erstsendung: 6. Mai – 11. Mai 1991

### Sachbuch
- Büchernachlese – Rezensionen 1985–1989. E-Book-Originalausgabe. Edition Gegenwind – neobooks, Berlin 2019, ISBN 978-3-7485-8899-3.

### Herausgeberschaften

#### Belletristik
- SchreibLese : Ansichten – Absichten – Einsichten. Textbeiträge: Gabriele Beyerlein, Ulrich Karger, Manfred Schlüter, Pete Smith, Ella Theiss, Christa Zeuch. Bilder: Manfred Schlüter. Edition Gegenwind – Tredition, Hamburg 2022, ISBN 978-3-347-66464-7.

#### Kinder- und Jugendliteratur
- Bücherwurm trifft Leseratte – Geschichten, Bilder und Reime für Kinder. Textbeiträge: Gabriele Beyerlein, Thomas Fuchs, Ulrich Karger, Manfred Schlüter, Christa Zeuch. Bilder: Manfred Schlüter. Edition Gegenwind – BoD, Norderstedt 2013, ISBN 978-3-7322-4393-8.
- Bücherwurm trifft Leseratte 2 – Neue Geschichten und Gedichte für Kinder. Textbeiträge: Gabriele Beyerlein, Dagmar Chidolue, Thomas Fuchs, Uschi Flacke, Ulrich Karger, Manfred Schlüter, Sylvia Schopf, Pete Smith, Christa Zeuch. Bilder: Manfred Schlüter. Edition Gegenwind – BoD, Norderstedt 2016, ISBN 978-3-8423-8326-5

#### Sachbuch
- Briefe von Kemal Kurt (1947–2002) – mit Kommentaren, Nachrufen und Rezensionen. Edition Gegenwind – Create Space, North Charleston 2013, ISBN 978-1-4818-7999-6.
- Peter Karger: Berchtesgadener Panoptikum – Eine Bilderserie. Ausstellungskatalog. Galerie Ganghof Edition – Create Space, North Charleston 2014, ISBN 978-1-5052-6382-4.
- Kolibri: Das große Zeichenbuch – 1975–2000. Kunstkatalog. Edition Gegenwind – Create Space, North Charleston 2016, ISBN 978-1-5301-4102-9.